# (9396) Yamaneakisato
(9396) Yamaneakisato – planetoida pasa głównego okrążająca Słońce w ciągu 5 lat i 157 dni w średniej odległości 3,09 j.a. Została odkryta 17 sierpnia 1994 roku w obserwatorium Ōizumi przez Takao Kobayashiego. Nazwa planetoidy pochodzi od Akisato Yamane (ur. 1949), astronoma amatora, członka Towarzystw Astronomicznych w Tokio oraz Shimane. Przed nadaniem nazwy planetoida nosiła oznaczenie tymczasowe (9396) 1994 QT.